# Podróż (rzeźba w Białymstoku)
Podróż – rzeźba znajdująca się w Białymstoku na ulicy Lipowej, odsłonięta 1 grudnia 2012, była zakończeniem rewitalizacji tej reprezentacyjnej ulicy. Autorem rzeźby jest białostoczanin Michał Jackowski – absolwent Wydziału Rzeźby Akademii Sztuk Pięknych w Warszawie. 

## Opis
Rzeźba Jackowskiego, która ma kształt koła o wysokości ponad 4 m, wykonana jest z brązu, waży około 1 tony. 
Koło – symbol podróży nawiązuje do teatralnych tradycji miasta: Białostockiego Teatru Lalek, Wydział Sztuki Lalkarskiej, a także do Międzynarodowego Festiwalu Szkół Lalkarskich, który odbywa się w Białymstoku co dwa lata. W konstrukcji rzeźby umieszczone są specjalne wizjery w których przedstawiona jest historia Białostockiego Teatru Lalek oraz oglądać można zdjęcia z przedstawień teatralnych. Do obręczy koła przymocowane są bajkowe postacie, które nawiązują do białostockich tradycji lalkarskich.

Autor rzeźby Michał Jackowski tak opisał swoje dzieło: 

Koło jako symbol podróży, marzenia, czasu, myśli, siły napędzającej, aż wreszcie jako aktor, który sprawia, iż nasze lalki żyją, mogą podróżować przez obszary naszej wyobraźni, przez świat. Zatrzymując się w przystaniach naszej świadomości, odciskają ŚLAD, który uzmysławia nam, iż NAVIGARE NECESSE EST – czyli, że podróż, marzenie jest czymś niezbędnym, koniecznym.

## Galeria

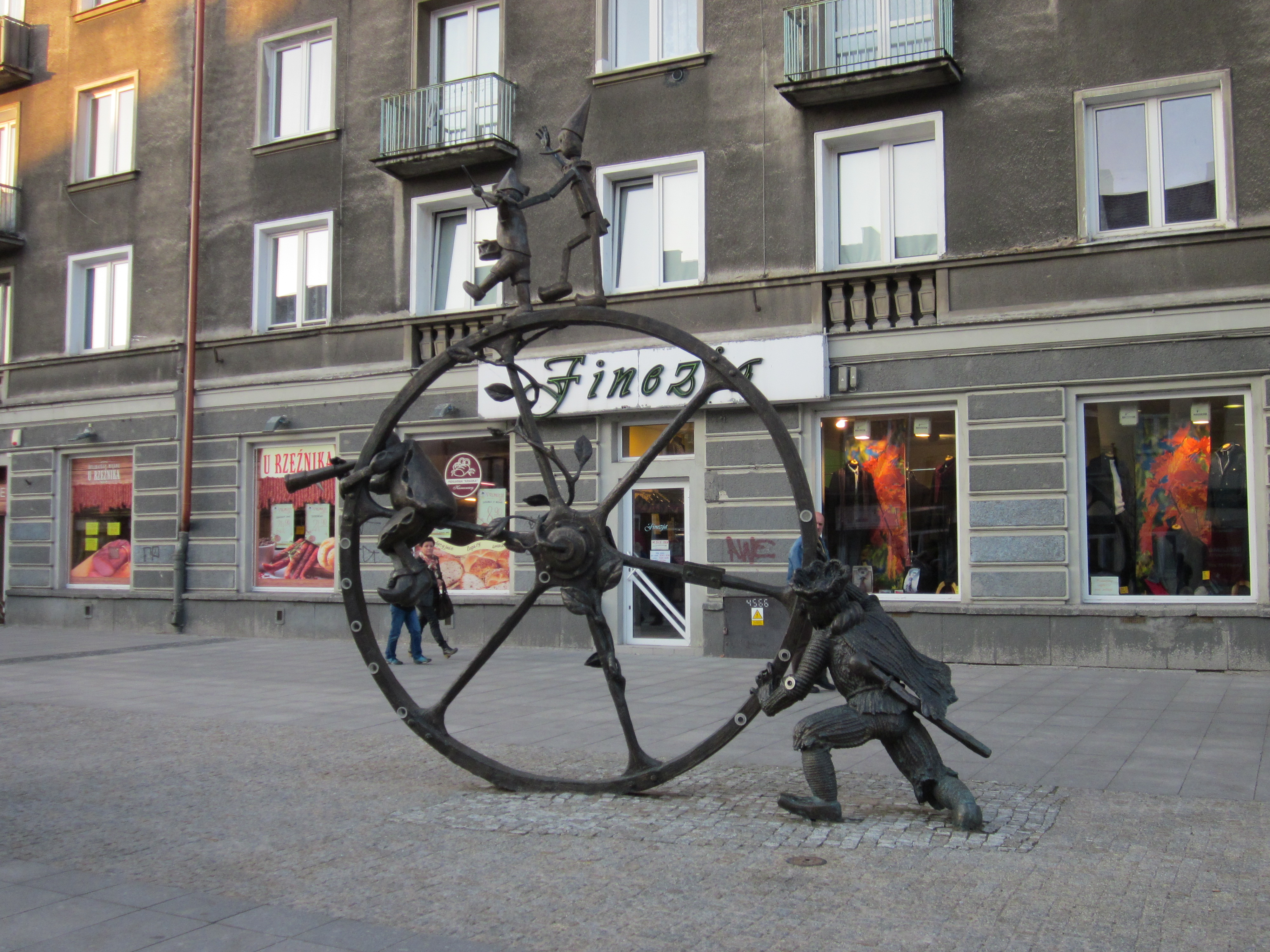
Podróż (rzeźba)
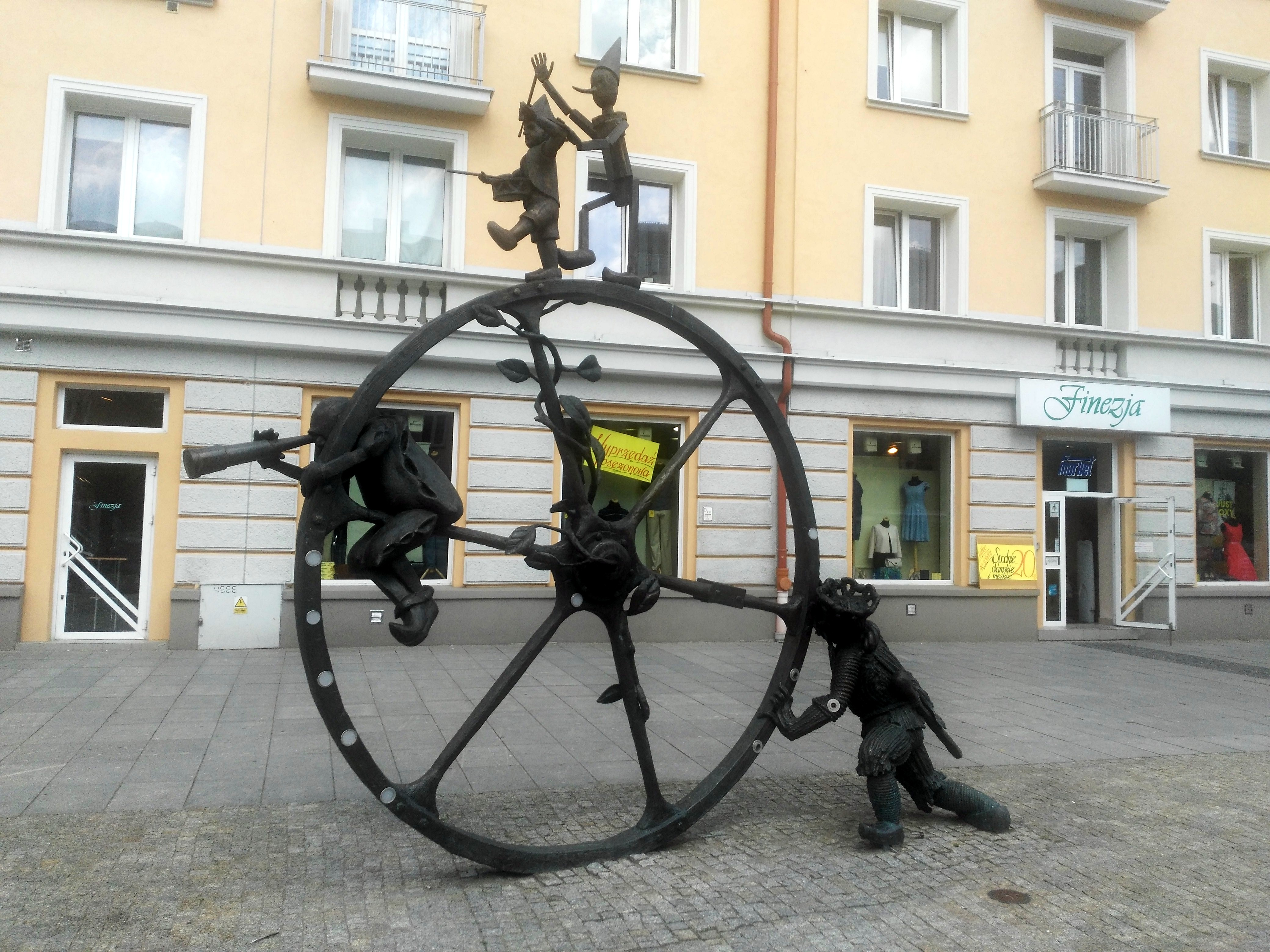
Ulica Lipowa 16
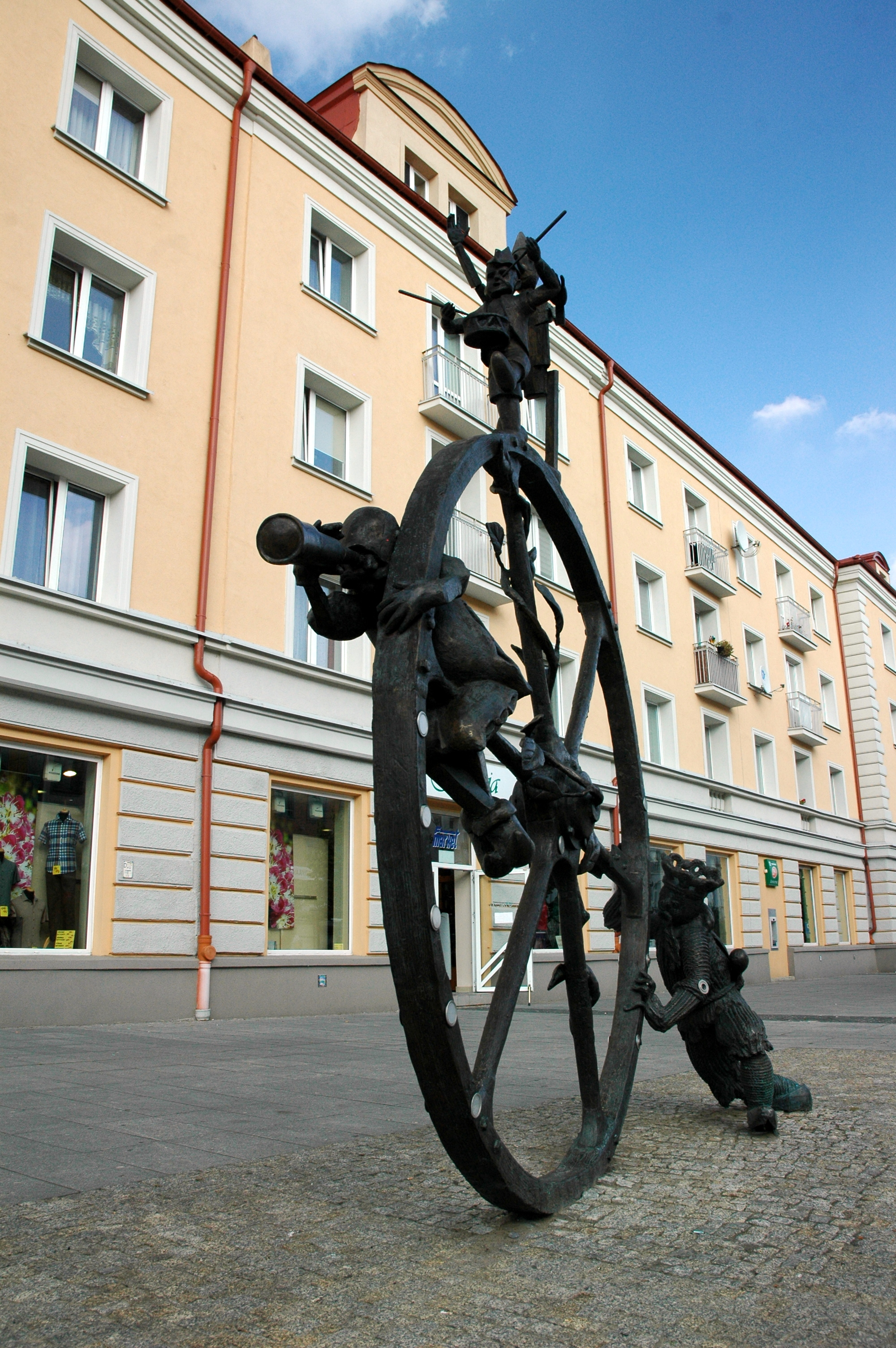